# X³: Albion Prelude
X³: Albion Prelude (сокр. X3AP, «X³: Рассвет Альбиона») — компьютерная игра в жанре космического симулятора, разработанная немецкой компанией Egosoft. Является пятой игрой в серии X. Представляет собой дополнение к игре X³: Terran Conflict 2008 года. X³: Albion Prelude была выпущена в Steam 15 декабря 2011 года.

## Игровой процесс
Дополнение добавило в игру новый сектор с Землёй, несколько миссий за Аргонскую федерацию, новые модели космических кораблей и мини-игру «фондовая биржа», позволяющую игроку зарабатывать внутриигровую валюту.
X³: Albion Prelude использует движок X³ Reality.

## Отзывы
| Сводный рейтинг       | Сводный рейтинг |
| Агрегатор             | Оценка          |
| --------------------- | --------------- |
| GameRankings          | 69,00 %         |
| Metacritic            | 75/100          |
| «Критиканство»        | 70/100          |
| Иноязычные издания    |                 |
| Издание               | Оценка          |
| PC Gamer (UK)         | 69/100          |
| Русскоязычные издания |                 |
| Издание               | Оценка          |
| 3DNews                | 7/10            |
| «Страна игр»          | 7,0/10          |

X³: Albion Prelude получила «в основном положительные отзывы», согласно Metacritic, где игра имеет 75 из 100 баллов. Олег Москалёв из 3DNews раскритиковал игру за устаревший игровой движок и примитивную сюжетную кампанию, однако высоко оценил музыку и свободу действий игрока. Андрей Окушко в журнале «Страна игр» благодарит разработчиков «за небольшое, но стильное дополнение, которое помогло нам весело провести новогодние каникулы», при этом также отмечая устарелость движка, дающую о себе знать благодаря низкому фреймрейту.